# Big Rock (Illinois)
Big Rock est un village du comté de Kane, en Illinois, aux États-Unis. Il est incorporé le 26 juillet 2001,. Lors du recensement de 2010, le village comptait une population de 658 habitants. Il est situé à environ 50 miles à l'ouest de Chicago.

## Source de la traduction
- (en) Cet article est partiellement ou en totalité issu de l’article de Wikipédia en anglais intitulé « Big Rock, Illinois » (voir la liste des auteurs).